# Котадева
Котадева (д/н — 1339) — володарка Кашміру з династії Лохар в 1323—1339 роках.

## Життєпис
Донька Рамачандри, головнокомандувача магараджи Сухадеви. В подальшому Котадева вступила в шлюб з останнім, а Рамачандра став першим міністром. 1320 року Сухадеву було повалено монголами. Той втік до Тибету, подальша доля його невідома. Владу в державі перебрав Рамачандра, але його швидко повалив райна Рінчан, що одружився з Котадевою.
Брата Котадеви — Раванчандра було призначено намісником Лара і Ладакха. 1323 року Рінчан загинув внаслідок повстання шиваїстів. Котадева перебрала владу, оскільки її син Гайдар Хан був ще малим. Невдовзі одружилася з аристократом Удаянадевою. Зберігала вплив на державні справи. Наказала збудувати канал Куте-Кол, завдяки чому припинилося щорічне підтоплення Срінагару.
1338 року після смерті чоловіка освітою синів Котадеви опікувалися: Хадер Хана — Шах Міра, а сина Удаянадеви навчав Бхатта Бхікшан. Останній став першим міністром. Котадева активно підтримувала індуїстів та буддистів, обмежуючи мусульман.
1339 року Шах Мір вбив Бхатта Бхікшана, а потім здійснив заколот, поваливши Котадеву й оголосивши себе султаном. Шах Мір планував одружитися з Котадевою для підтвердження своїх прав на трон, але вона наклала на себе руки. За цим її обох синів було страчено.